# 1538 en arts plastiques
| Années des arts plastiques : 1535 - 1536 - 1537 - 1538 - 1539 - 1540 - 1541    |
| Décennies des arts plastiques : 1500 - 1510 - 1520 - 1530 - 1540 - 1550 - 1560 |

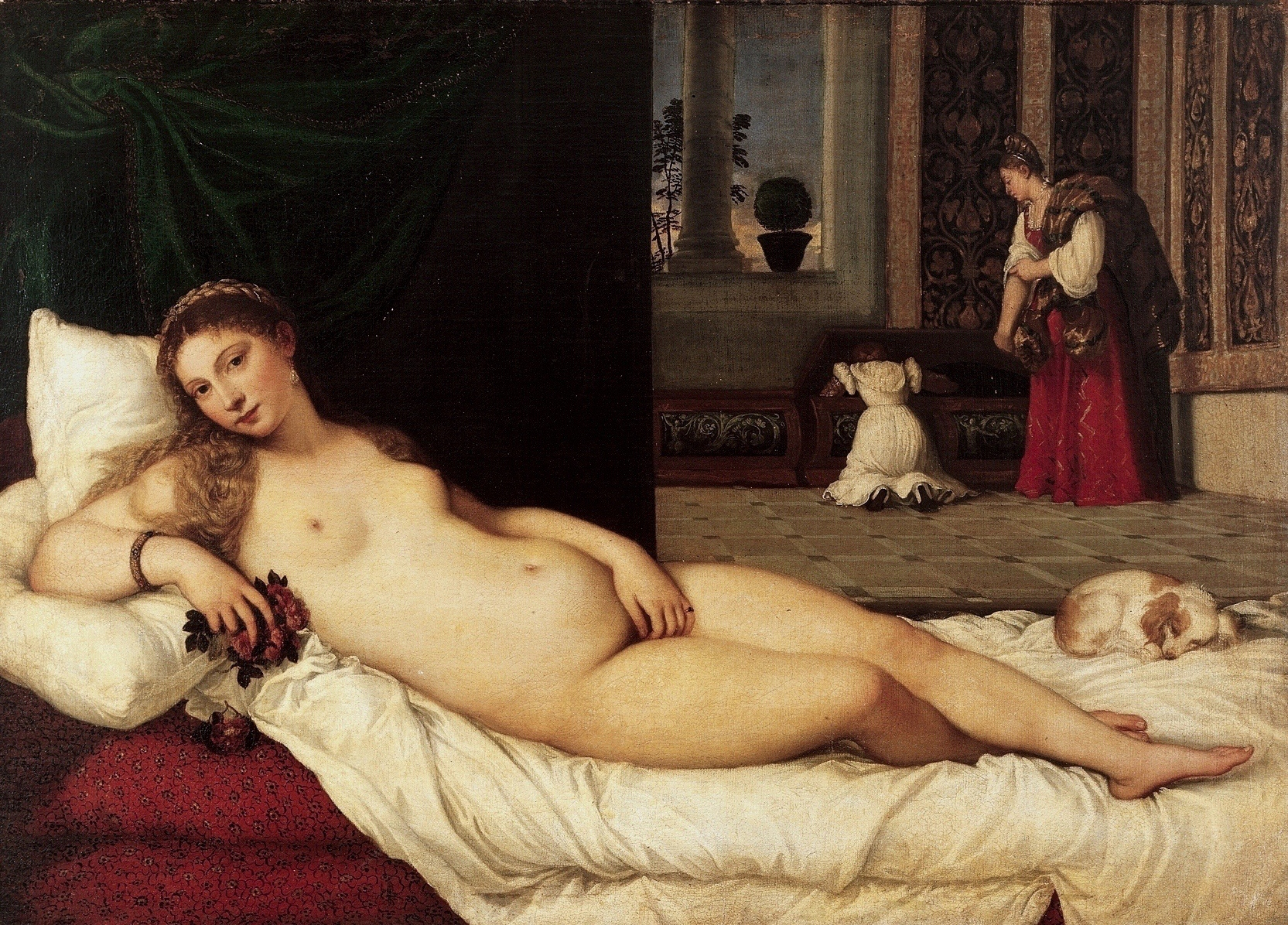
La Vénus d'Urbin du Titien.

Cette page concerne l'année 1538 en arts plastiques.

## Œuvres
- La Vénus d'Urbin : tableau du Titien.

## Naissances
- 23 décembre : Natale Bonifacio, graveur italien († 23 février 1592).
- Date précise inconnue :
  - Durante Alberti, peintre italien († 23 avril 1613).
  - Miguel Barroso, peintre espagnol († 29 septembre 1590),
  - Benedetto Caliari, peintre italien († 1598),
  - Pablo de Céspedes, peintre, sculpteur, architecte, humaniste et poète espagnol († 26 juillet 1608),
  - Francesco Curia, peintre italien de l'école napolitaine († 1610),
  - Flaminio Vacca, sculpteur italien († 26 octobre 1605),
- Vers 1538 :
  - Hernando de Ávila, peintre et enlumineur espagnol († mars 1595).

## Décès
- 12 février Albrecht Altdorfer, peintre, graveur et architecte allemand (° vers 1488),

- Giorgio Gandini del Grano, peintre italien de l'école de Parme (° vers 1490),

- 1534 ou 1538 :
- Hans Dürer, peintre et graveur allemand (° 21 février 1490).